# Josef Staudigl (Sänger, 1807)

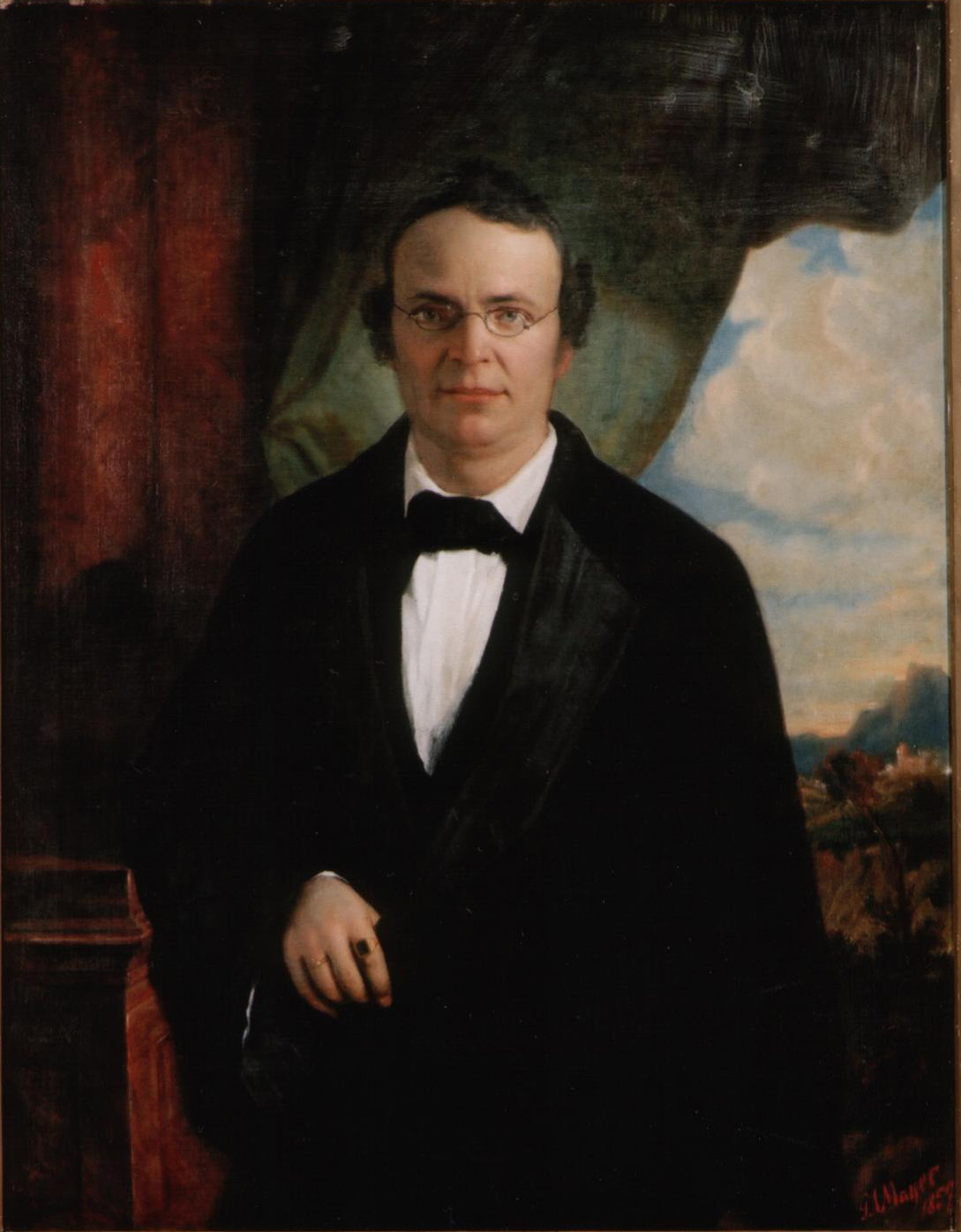
Josef Staudigl. Urheber dieses Porträts ist laut Signatur "G.A. Mayer", womit wahrscheinlich August Georg Mayer (1834–1889) gemeint ist, der 1857 ein Staudigl-Öl-Porträt gemalt hat.

Josef Staudigl (* 14. April 1807 in Wöllersdorf, Niederösterreich; † 28. März 1861 in Wien) war ein österreichischer Sänger (Bass) und Vater des gleichnamigen Baritons Josef Staudigl.

## Leben

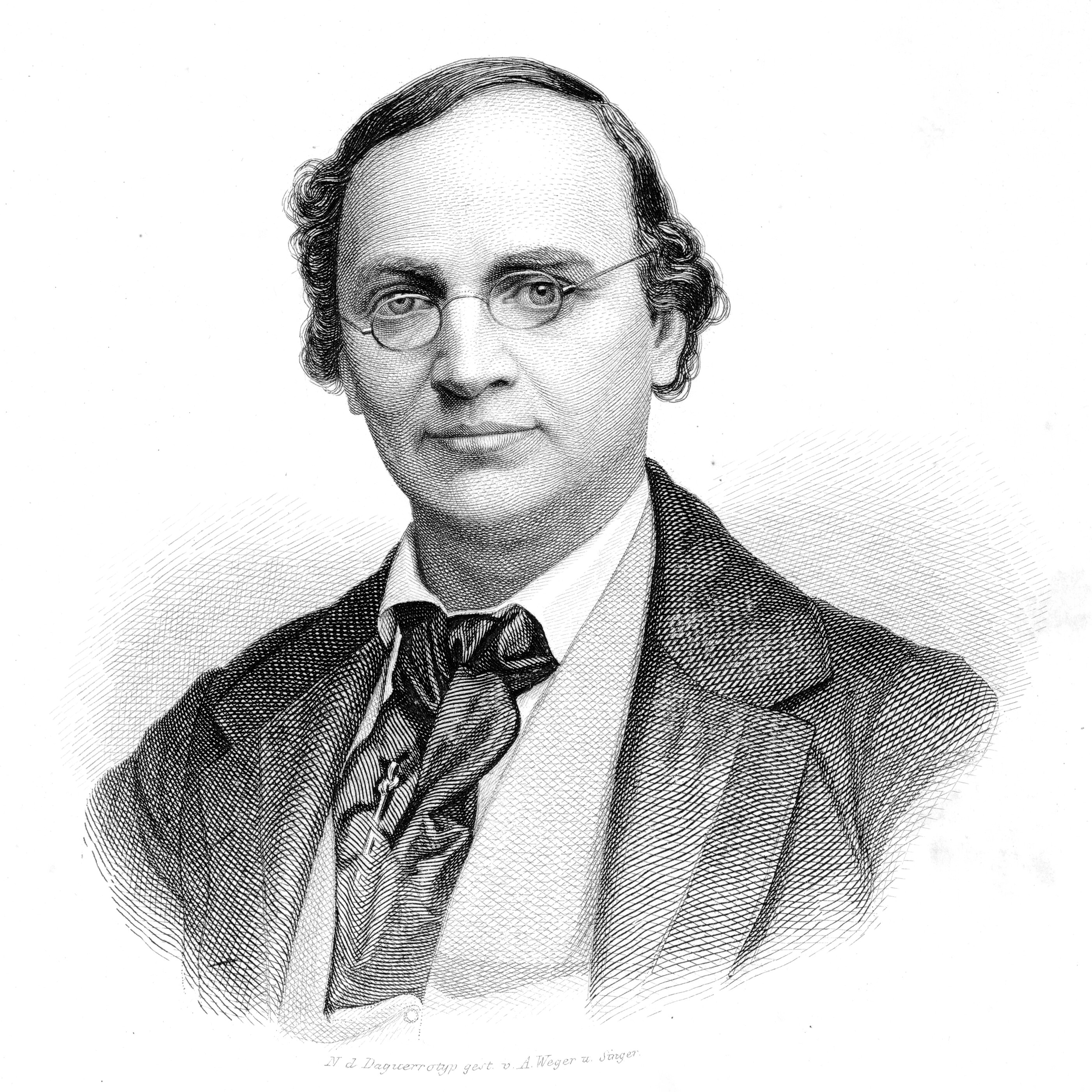
Josef Staudigl, Lithographie von August Weger

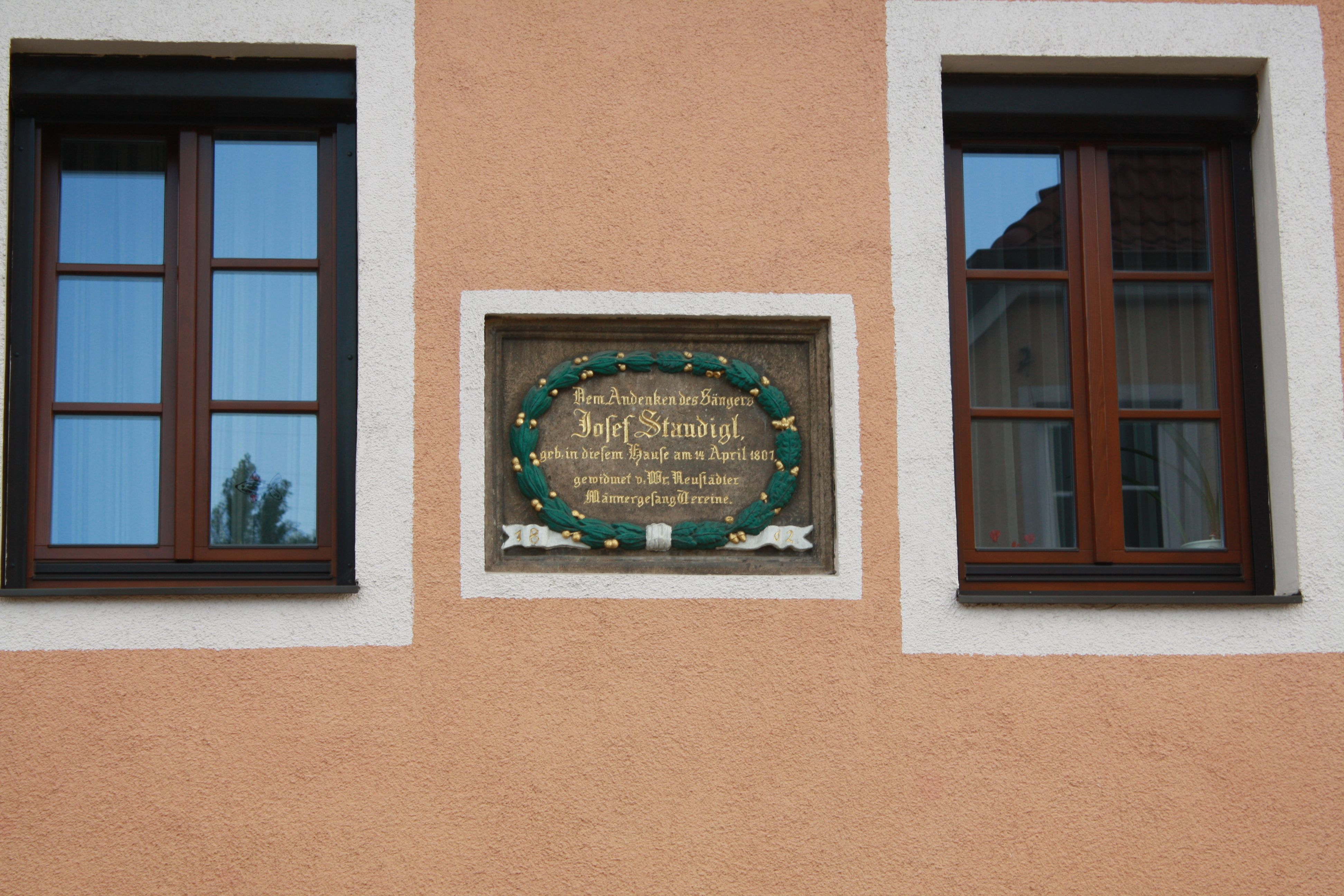
Gedenktafel am Geburtshaus in Wöllersdorf

Staudigl war der Sohn eines Forstbeamten. Er besuchte das Gymnasium in Wiener Neustadt und wirkte dort immer wieder im Schülerchor mit. Mit Wirkung vom 7. November 1816 wurde er vom Regens Chori in den Chor der Stiftskirche aufgenommen. Mit den Jahren stieg er dort bis zum Solisten auf. 1823 kam er ins Stift Zwettl (Zisterzienser), um dort seine Schulzeit zu beenden und sich für seinen Eintritt ins Kloster vorzubereiten.
Am 1. November 1825 trat Staudigl im Benediktinerstift Melk sein Noviziat an. Parallel dazu studierte er Musik und trat in dieser Zeit regelmäßig bei kirchlichen Festen als Sänger auf. Mit der Zeit wurden aber seine Zweifel an seiner Bestimmung als Mönch immer größer und mit Wirkung vom 13. September 1827 bekam er Dispens aus seinem Orden wieder auszutreten.
Noch im selben Jahr ging Staudigl nach Wien, um dort Chirurgie zu studieren; u. a. am Josephinum bei Johann Nepomuk Isfordink. Bedingt durch seine Mittellosigkeit begann er nebenbei zu singen, da er schon seit seiner Kindheit mit einer schönen Stimme aufgefallen war. Im Sommer 1828 bewarb er sich um die Nachfolge Carl Weinmüllers als Solist der Wiener Hofkapelle, wurde aber wegen Mängeln im Blattlesen und fehlenden Kenntnissen im Choral- und Sologesang nicht genommen. Da er mit seinen Auftritten seinen Lebensunterhalt nicht bestreiten konnte, bewarb er sich für den Chor der Hofoper und wurde am 1. September 1828 auch engagiert. Da er infolge seines dauerhaften Engagements immer häufiger auftreten konnte und auch Johann Rudolf Czernin von und zu Chudenitz ihn immer wieder ans Hoftheater holte, gab er sein Medizinstudium auf.
Der Direktor des Kärntnertor-Theaters, Louis Duport wurde ebenfalls zu einem Förderer Staudigls. Durch Duport erlebte er dort seinen künstlerischen Durchbruch, als er am 17. Oktober 1830 den Pietro sang. An diesem Abend machte Staudigl die Bekanntschaft des Giuseppe Ciccimarra. Weitere erfolgreiche Auftritte folgten und 1831 wurde ihm durch Kaiser Franz I. der Titel Hofopernsänger verliehen.
Franz Ignaz von Holbein bemühte sich, Staudigl längere Zeit ans Burgtheater zu binden und schuf für ihn extra den Posten eines künstlerischen Vizedirektors; aus administrativen Gründen verbot aber das Oberstkammeramt diesen Posten. Während dieser Zeit trat Staudigl auch immer wieder bei Konzerten Tonkünstler-Gesellschaft auf.
1841 unternahm Staudigl eine sehr erfolgreiche Tournee nach London und 1843 konnte er diesen Erfolg in Birmingham noch überbieten. Auch am Theater an der Wien sang er sich von Erfolg zu Erfolg; 1845 trat er einige Male zusammen mit Jenny Lind und Johann Baptist Pischek auf. Als Vertretung Staudigls während der längeren Zeiten seiner Abwesenheit kam auf dessen eigene Empfehlung hin 1846 Franz Josef Schütky ans Theater an der Wien. 1848 musste Theaterdirektor Franz Pokorny jedoch aufgrund finanzieller Schwierigkeiten dem gesamten Ensemble kündigen.
Seine letzte Vorstellung gab Staudigl am 18. Februar 1854 als Ruben in Méhuls Joseph und zog sich dann von der Bühne zurück. Am Palmsonntag 1856 sang er zum letzten Mal bei der Schöpfungsmesse mit. Bereits ab dieser Zeit machten ihm Depressionen zu schaffen. Am 5. April 1856 wollte er als Vertretung eines Kollegen in Brünn auftreten, konnte diesen Termin aber nicht mehr wahrnehmen.
Zunehmend auch geistig verwirrt, musste Staudigl 1857 in die Landesirrenanstalt eingewiesen werden. Kollegen, wie Alois Ander, Johann Nepomuk Beck oder Rosa Czellag, besuchten ihn gelegentlich, aber bald schon erkannte er sie nicht mehr. Die Hoffnung auf Genesung war vergebens und am 28. März 1861 starb Staudigl dort am Schlagfluss. Seine letzte Ruhestätte fand er auf dem Katholischen Matzleinsdorfer Friedhof. Sein Grab mit einem lebensgroßen Denkmal von Vincenz Pilz ist auch nach Aufhebung des Friedhofs noch heute vorhanden und befindet sich im Gräberhain. 1872 wurde die Staudiglgasse in Wien-Favoriten nach ihm benannt. An seinem Geburtshaus in Wöllersdorf befindet sich eine Gedenktafel.

## Bedeutung
Josef Staudigl war einer der bedeutendsten Bassisten seiner Zeit. Er hatte große Erfolge auf der Opernbühne, war aber als Interpret von Liedern und als Oratoriensänger noch hervorragender. So war er der bevorzugte Sänger des Tiroler Komponisten Josef Netzer und Widmungsträger einiger seiner Lieder wie Hakons Lied oder Lust der Sturmnacht. Staudigl schätzte Netzer ebenso und meinte nach der Premiere von dessen Konzertarie Weiß und Grün: „Meyerbeer könnte sich glücklich schätzen, diesen Festchor komponiert zu haben, ich kenne Ihre Werke und hab viel erwartet, aber so etwas Großartiges nicht!“

## Kompositionen
- An Emma. D-Moll (Bariton).
- Mollys Abendlied (Sopran).
- Der Gast (Bass).

## Rollen (Auswahl)
- Pietro – La muette de Portici (Daniel-François-Esprit Auber)
- Sarastro – Die Zauberflöte (Wolfgang Amadeus Mozart)
- Leporello – Don Giovanni (Wolfgang Amadeus Mozart)
- Thoas – Iphigénie en Aulide (Christoph Willibald Gluck)
- Ruben – Joseph (Étienne-Nicolas Méhul)
- Bertram – Robert der Teufel (Giacomo Meyerbeer)
- Kaspar – Der Freischütz (Carl Maria von Weber)
- Osmin – Die Entführung aus dem Serail (Wolfgang Amadeus Mozart)
- Rocco – Fidelio (Ludwig van Beethoven)
- Der Komthur – Don Giovanni (Wolfgang Amadeus Mozart)
- Oroveso – Norma (Vincenzo Bellini)
- Moses – Moses in Ägypten (Gioacchino Rossini)
- Zuccaria – Nabucco (Giuseppe Verdi)

## Schüler (Auswahl)
- Francesco Maria Dalle Aste (1820–1886)